# Atlantische wezelhaai
De Atlantische wezelhaai (Paragaleus pectoralis) is een vissensoort uit de familie van de wezelhaaien (Hemigaleidae). De wetenschappelijke naam van de soort is voor het eerst geldig gepubliceerd in 1906 door Garman.